# Parafia św. Mikołaja w Maniowach
Parafia Świętego Mikołaja w Maniowach – parafia rzymskokatolicka należąca do dekanatu Niedzica archidiecezji krakowskiej. Została utworzona w 1354 roku. Obecny kościół parafialny jest czwartym z kolei.
Jest to jedna z większych parafii dekanatu Niedzica oraz Archidiecezji Krakowskiej. W jej skład wchodzą dwie wioski: Maniowy i Huba. Patronem parafii jest św. Mikołaj, a kościołem parafialnym w Maniowach opiekuje się NMP Matka Kościoła.
Do 2011 roku do parafii należał kościół NMP z Fatimy w Czorsztynie, a do 2014 roku kościół NMP Różańcowej w Mizernej.
Do 1 maja 2018 proboszczem był ks. Tadeusz Dybeł. Zmarł z powodu choroby po 24 latach posługi w tej parafii.
Obecnie proboszczem jest ks. Krzysztof Piechowicz. Obowiązki przejął 21 maja 2018 podczas sumy odpustowej ku czci NMP Matki Kościoła.

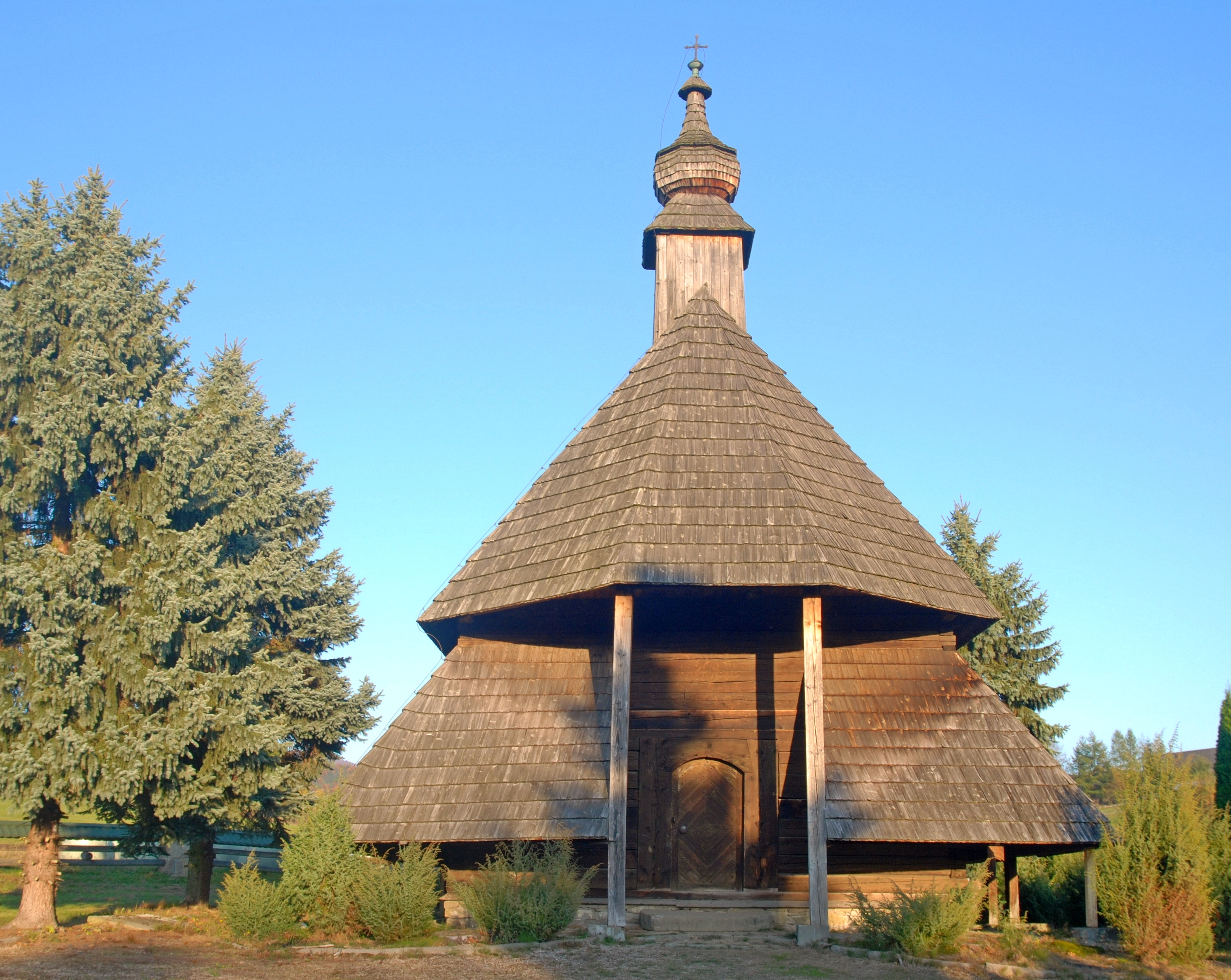
Kaplica cmentarna w Maniowach